# Lysmata wurdemanni

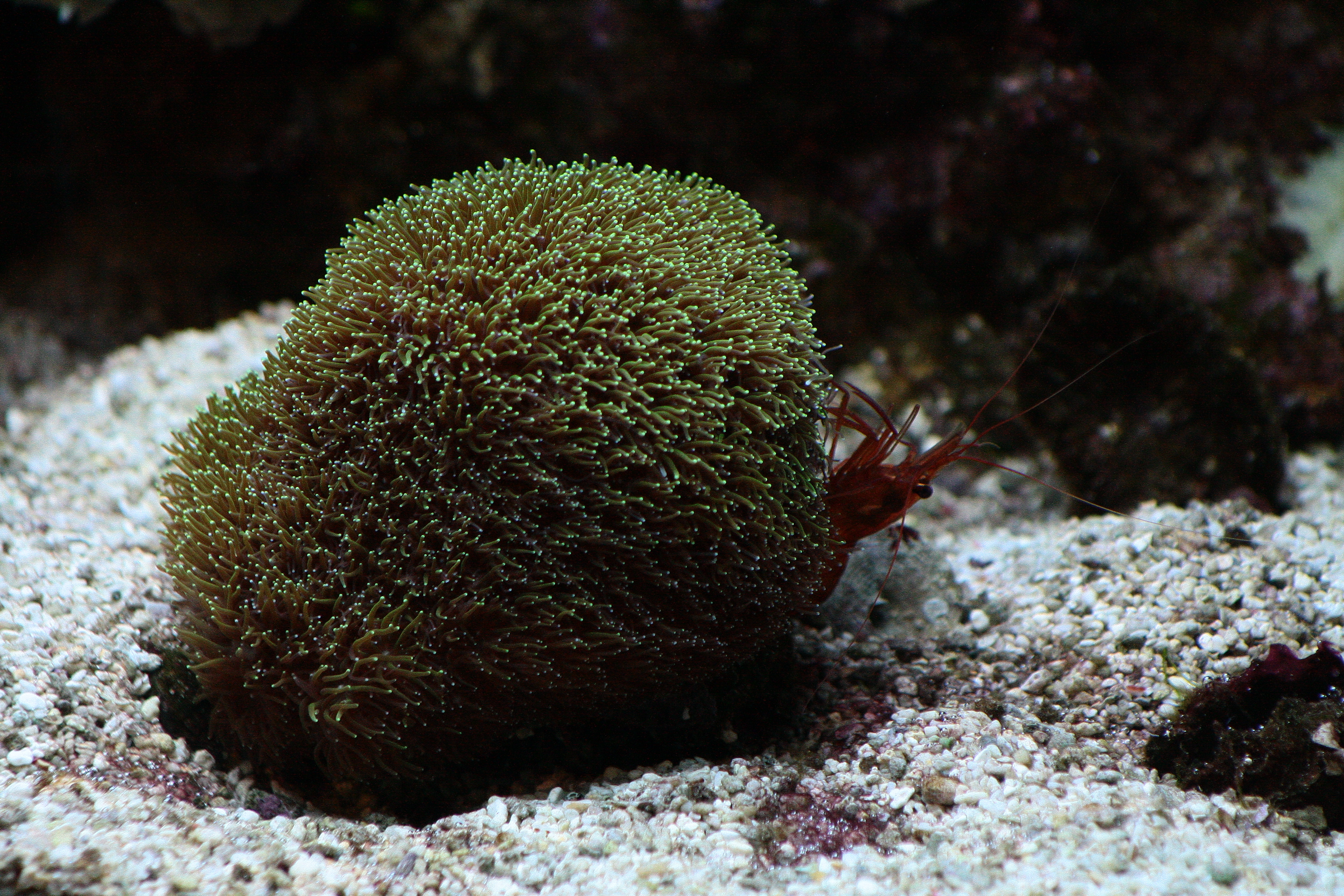
L. wurdemanni sobre Galaxea fascicularis.

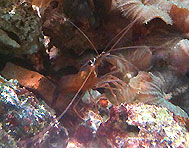
L. wurdemanni devorando una aiptasia.

El camarón limpiador del Atlántico o simplemente camarón limpiador del Sur (Lysmata wurdemanni) es una especie de camarón omnívoro de la familia Lysmatidae, orden Decapoda.
Es una gamba omnívora, que se alimenta generalmente de parásitos y tejidos muertos. Se ha podido observar que los peces con parásitos acuden a "estaciones de limpieza" en los arrecifes. Allí ciertas especies de peces y varias especies de camarones limpiadores acuden en gran cantidad a ayudar a los peces infestados pudiendo incluso entrar en la boca y hasta en la cavidad de las agallas, sin ser devorados.
Muy conocida en acuariofilia marina porque se come las aiptasias, especie de anémonas que se convierten en una de las plagas más frecuentes de los acuarios marinos.

## Morfología
Su cuerpo es de color rojizo translúcido y está decorado con bandas rojas longitudinales.
Normalmente sufre una muda cada  3–8 semanas. La muda será llevada a cabo normalmente por la noche, se colocará sobre su espalda y se liberará del exoesqueleto antiguo para dejar expuesto el nuevo, con lo que comenzará el periodo de endurecimiento del mismo que se prolongará a lo largo de varias horas.
Llega a vivir 3 años aproximadamente.
Tamaño: Hasta 6 cm.

## Subespecies
- Lysmata wurdemanni crangon
- Lysmata wurdemanni wurdemanni

## Alimentación
Omnívoro, se alimenta de los parásitos y bacterias de otros peces y también de restos orgánicos y detritos. También come aiptasias.

## Hábitat y distribución
Arrecifes de coral y rocosos. Submareal. Habitan esponjas tubícolas y corales. Vive en cuevas y grietas, así como pecios. Suele vivir sólo o en pareja. 
Su distribución geográfica abarca el océano Atlántico oeste, Golfo de México, Cayos de Florida, Caribe y Brasil.
Profundidad: De 8 a 25 m.  

## Reproducción
Las gambas limpiadoras son hermafroditas, poseen los órganos sexuales masculinos y femeninos. El espécimen más grande hace generalmente la función de hembra. 
La estrategia reproductiva ha sido bastante enigmática: aunque su naturaleza es hermafrodita, se necesita al menos de dos individuos para que la reproducción se produzca. Si bien cada ejemplar es capaz de producir huevos y espermatozoides, cada uno usa su esperma para fertilizar los huevos de otro y es incapaz de autofertilizarse, favoreciendo de esta forma la variabilidad genética.
El apareamiento se produce justo después de la muda de la hembra. El macho monta a la hembra y deposita su esperma en el receptáculo de esperma de la hembra. La hembra puede almacenar el esperma durante varios meses antes de fertilizar los huevos. Los huevos de Lysmata son de color verde intenso y los llevan debajo del abdomen; eclosionan de noche y las larvas se convierten en parte del plancton. Después de una serie de mudas las larvas se asientan en el fondo, las cuales tendrán un aspecto adulto con sólo dos meses y medio y a los cinco ya tendrán la hermosa coloración que les caracteriza.

## Mantenimiento
Se debe cuidar la aclimatación, como con todos los crustáceos, ya que son especialmente sensibles a los cambios de densidad salina y Ph. Como mínimo se debe emplear una hora, mejor dos, y con sistema de goteo, a gota/segundo. 
El acuario debe ser mínimo de 12 galones, o 45 litros, debe contener roca viva con suficientes lugares donde ocultarse y la corriente debe ser de suave a moderada. Los parámetros recomendados para el mantenimiento de esta gamba o camarón son:
- PH: 8.1 – 8.4
- Temperatura: 20 – 27 °C
- Densidad: 1.023 – 1.028

Una vez aclimatadas, son sencillas de mantener, aceptando toda clase de alimentos. Especialista exterminadora de aiptasias cuando están en grupo, pero también puede llegar a comerse los pólipos amarillos de corales, que pueden ser confundidos con las mismas.
Se debe evitar su cohabitación con peces ángel, lábridos de cierto tamaño o peces mariposa, así como con caballitos de mar, porque se las comerán.